# Кхокхай (лаосский)

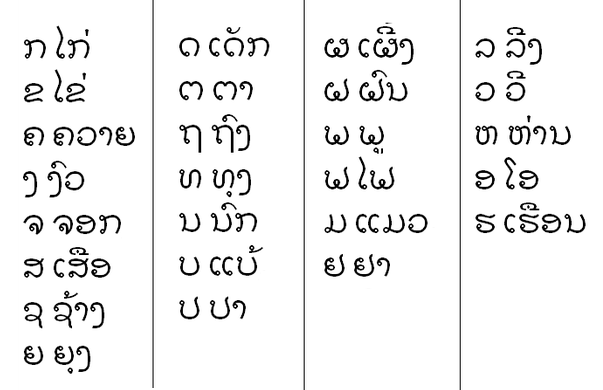
Алфавит

Кхо  — вторая буква лаосского алфавита, обозначает придыхательный глухой велярный взрывной согласный. В слоге может быть только инициалью, относится к согласным аксонсунг (верхний класс) и может образовать слоги, произносимые 1-м, 5-м и 6-м тоном.

## Ваййакон (грамматика)
- Кхапхатьау — Я (лич. местоимение 1-го лица ед.числа).

## Слова
Доля буквы кхо в словаре около 4 %.

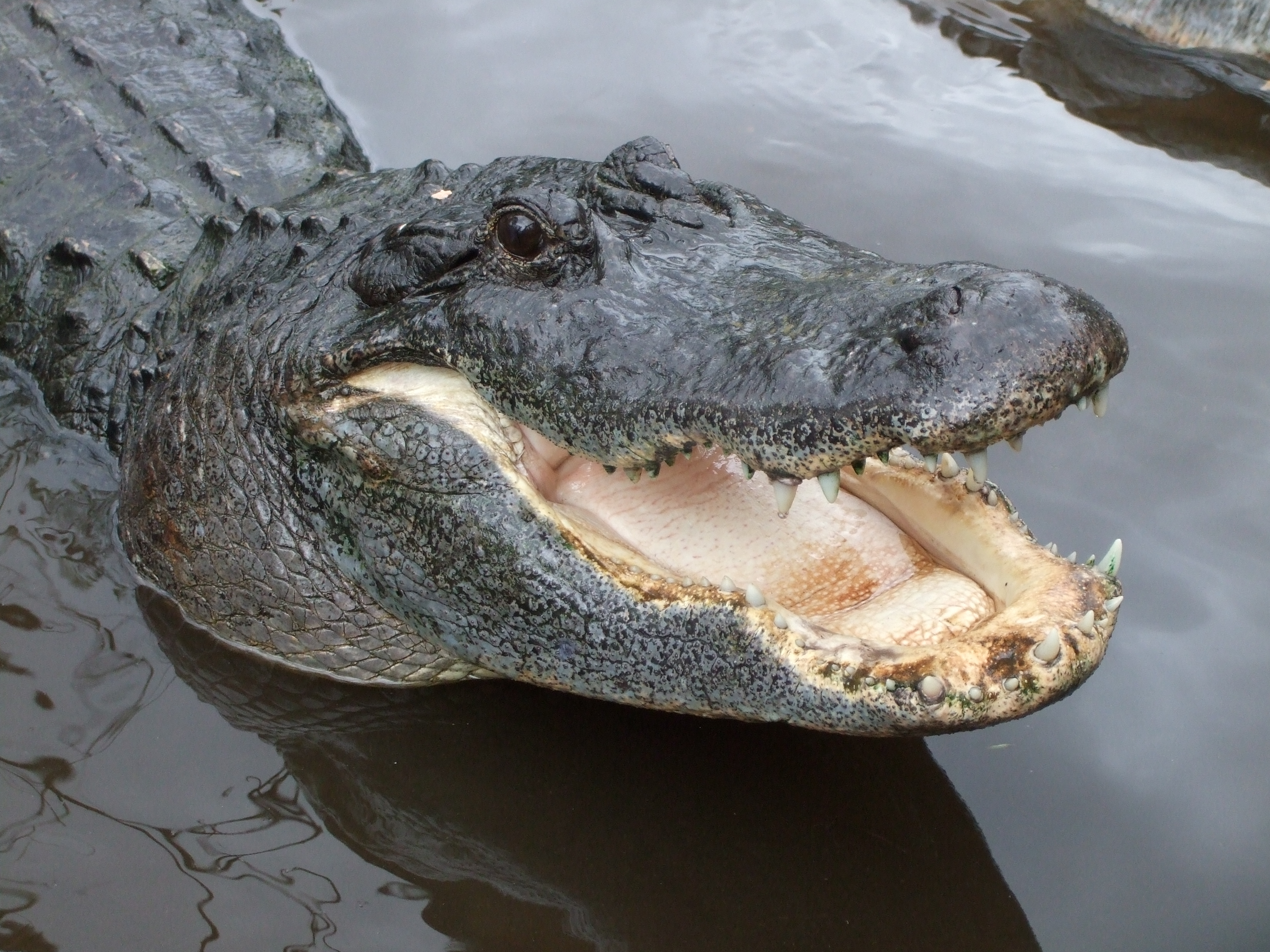
Кхэ —  — крокодил